# Madinat asj-Sja'ab
Madinat asj-Sja'ab of Medinet asj-Sja'ab en naamvarianten  is een stadsdeel van de Jemenitische stad Aden, dat zich bevindt op het Klein-Adenschiereiland aan westzijde van de At-Tawahibaai.
Het werd gesticht als de nieuwe hoofdstad Al-Ittihad van de Federatie van Zuid-Arabië in 1959 (daarvoor was dit Bir Ahmad) en werd in 1967 bij de oprichting van de Volksrepubliek Zuid-Jemen hernoemd tot Madinat asj-Sja'ab. In 1970, bij de hernoeming tot Democratische Volksrepubliek Jemen werd Aden de nieuwe hoofdstad. Later werd Madinat asj-Sja'ab onderdeel van Aden.
In het stadsdeel bevinden zich een grote energiecentrale annex ontziltingsinstallatie en een aantal onderdelen van de Universiteit van Aden.